# Camptomastix
Camptomastix és un gènere d'arnes de la família Crambidae.

## Taxonomia
- Camptomastix hisbonalis (Walker, 1859)
- Camptomastix septentrionalis Inoue, 1982